# Hanover Park
Hanover Park es una villa ubicada en los condados de Cook y DuPage, Illinois, Estados Unidos. Tiene una población estimada, a mediados de 2021, de 36 774 habitantes.
Es un suburbio de la ciudad de Chicago. 

## Geografía
La ciudad está ubicada en las coordenadas 41°58′57″N 88°8′34″O / 41.98250, -88.14278 (41.982485, -88.14287). Según la Oficina del Censo de los Estados Unidos, tiene una superficie total de 16.90 km², de la cual 16.63 km² corresponden a tierra firme y 0.27 km² son agua.

## Demografía

### Censo de 2020
Según el censo de 2020, en ese momento la ciudad tenía una población de 37 470 habitantes. La densidad de población era de 2253.16 hab./km².
| Raza                   | Núm.   | Porc.  |
| ---------------------- | ------ | ------ |
| Blancos                | 13 917 | 37.14% |
| Afroamericanos         | 2659   | 7.10%  |
| Amerindios             | 615    | 1.64%  |
| Asiáticos              | 6376   | 17.02% |
| Isleños del Pacífico   | 21     | 0.06%  |
| Otras razas            | 8012   | 21.38% |
| De una mezcla de razas | 5870   | 15.67% |

Del total de la población, el 41.53% eran hispanos o latinos de cualquier raza.

### Censo de 2010
Según el censo de 2010, en ese momento había 37 993 personas residiendo en Hanover Park. La densidad de población era de 2.278,75 hab./km². El 58.48% de los habitantes eran blancos, el 7.04% eran afroamericanos, el 1.05% eran amerindios, el 15.18% eran asiáticos, el 0.02% eran isleños del Pacífico, el 14.81% eran de otras razas y el 3.42% eran de una mezcla de razas. Del total de la población, el 38.27% eran hispanos o latinos de cualquier raza.